# تلمبة خداداد (غلزار بردسير)
تلمبة خداداد (بالإنجليزية: Tolombeh-ye Khodadad)‏ هي مستوطنة تقع في إيران في كرمان. يقدر عدد سكانها بـ 32 نسمة .